# Helmi Krohn
Pour les articles homonymes, voir Krohn.
Helmi Anni Krohn (née le 31 octobre 1871 à Helsinki – morte le 18 octobre 1967 à Helsinki) est un écrivain, traducteur, critique littéraire, journaliste finlandais.

## Biographie
Hellmi Krohn est militante de l'organisation secrète Kagaali qui s'oppose à la russification de la Finlande. 
De 1891 à 1913, elle est l'épouse d'Eemil Nestor Setälä. 
La production littéraire, très riche, d'Helmi Krohn restera malheureusement dans l'ombre des publications  de son mari, de son frère Kaarle Krohn et de sa sœur Aino Kallas
Helli Krohn a principalement écrit des mémoires, des biographies ainsi que des contes et histoires pour enfants.
Elle traduit en finnois plus de deux cents ouvrages dont une partie sont des classiques de la littérature enfantine et de jeunesse par exemple de Frances Hodgson Burnett, des  frères Grimm, d'Hilma Pylkkänen ou de Rudyard Kipling.
Une partie de ses écrits est publiée sous le nom d'Helmi Setälä et l'autre sous le nom de Anni Kurki.
De 1907 à 1934, Helli Krohn est rédactrice en chef de la revue enfantine Pääskynen puis de 1909 à 1910 elle est rédactrice en chef de Valvoja. 
De 1912 à 1919, elle est journaliste pour Otava.

## Ouvrages
- Kansan hyväksi (Otava 1902)
- Surun lapsi (Otava 1905)
- Mennyt päivä (Otava 1906)
- Vanhan kartanon tarina (Otava 1907)
- Kaksi ihmistä (Otava 1909)
- Elämäkerrallisia kuvia nuorisolle 1-3 (Otava 1910–1920)
- Minna Canth. Ääriviivoja (Otava 1910)
- Johannes Linnankoski. Ääriviivoja (Otava 1911)
- Kun suuret olivat pieniä. Lapsuudenmuistoja suomalaisten taiteilijoiden ja kirjailijoiden elämästä (Otava 1911, édition augmentée en 1919, édition augmentée en  1949)
- Isa Asp. Nuoren pohjalaisen runoilijaneidon elämäntarina (Otava 1912)
- Juhani Aho. Ääriviivoja (Otava 1912)
- Siipirikko. Ernst Ahlgren kirjailijana ja ihmisenä (Otava 1915)
- Suomen suuria miehiä. Lukukirja kouluja varten. (Otava 1915)
- Emilie Bergbom. Elämä ja työ (Otava 1917)
- Jenny Lind (WSOY 1917)
- Naisia. Elämäkerrallisia kuvia (Otava 1918)
- Lea Hedvid Charlotte Winterhjelm ihmisenä ja taiteilijana. (Otava 1922)
- Kulissien takaa. 20 suomalaisen näyttelijän lapsuus- ja nuoruusmuistoja. (Otava 1924)
- Jack London. Elämä (Otava 1925)
- Suomalaisen oopperan ensimmäinen tähti. Emmy Achtén elämä ja työ (Otava 1927)
- Englantia oppimassa. Matkamuistelmia Englannista (Otava 1931)
- Meri matkustaa. Koulukertomus (Otava 1934)
- Pikkupojista sotaherroiksi. Muistelmia Suomen vapaussodan sankarien lapsuudesta ja nuoruudesta. (Otava 1935)
- Olipa kerran. Satuja lapsille (Otava 1937)
- Kultainen sydän. Satuja lapsille (Otava 1938)
- Yhdeksän yötä. Valveunia (WSOY 1939)
- Isäni Julius Krohn ja hänen sukunsa (Otava 1942)
- Eeva-Liisa. Entisen koulutytön päiväkirja (Otava 1943)
- Toiveitten saari (1943)
- Satu-Maijan satukirja. Satuja lapsille (Otava 1943)
- Ystäviäni kirjeittensä valossa (Otava 1945)
- Järvien, vuorien ja sankarien maa. Kuvia Skotlannista (Otava 1946)
- Joulupukin satukontti (Otava 1951)
- Lapsesta elämä alkaa. Elämäkertoja nuorisolle (Otava 1957)
- Valon kantajia. Neljäntoista etenevän meedion elämänvaiheet (Suomen Spiritualistinen Seura 1963)
- Yhdeksän yötä valveunia (Suomen Spiritualistinen Seura 1977)
- Mitä on Spiritualismi. (Suomen Spiritualistinen Seura 1978)
- Lasten satuaarteita (Valikoima Helmi Setälän toimittamista Tyttöjen joulukirja I (1918) ja Tyttöjen kirja II (1919) kertomuksista), Karisto, 1990 (ISBN 951-23-2913-1)